# Piedrahíta
Piedrahíta är en kommun i Spanien.   Den ligger i provinsen Provincia de Ávila och regionen Kastilien och Leon, i den centrala delen av landet, 140 km väster om huvudstaden Madrid. Antalet invånare är 2 054. Arean är 28,0 kvadratkilometer.
Terrängen i Piedrahíta är platt åt nordväst, men åt sydost är den kuperad.